# Syntipas
Syntipas ou Sendebad est un auteur de fables ou le héros de ces fables qui viennent de la tradition indienne ou perse. 
Nous avons sous son nom 62 fables traduites en grec, dont le recueil fut publié la première fois en 1781, à Moscou, par Matttæi, et réédité en France en 1828, par Boissonade. 

## Source
Cet article comprend des extraits du Dictionnaire Bouillet. Il est possible de supprimer cette indication, si le texte reflète le savoir actuel sur ce thème, si les sources sont citées, s'il satisfait aux exigences linguistiques actuelles et s'il ne contient pas de propos qui vont à l'encontre des règles de neutralité de Wikipédia.
- VIAF
- ISNI
- IdRef
- Pays-Bas
- Pologne
- Tchéquie
- Grèce